# Arnold Ulitz

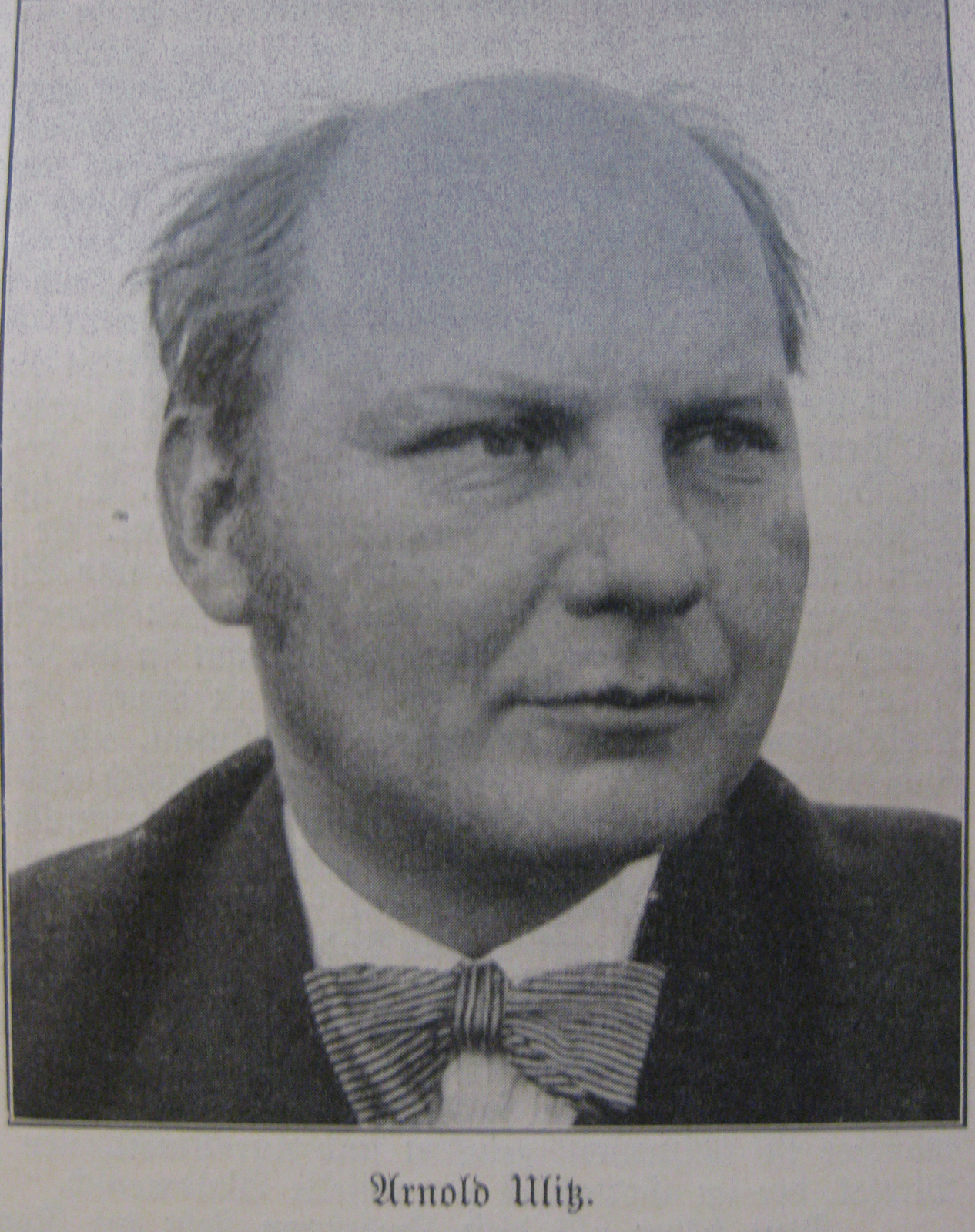
Arnold Ulitz

Arnold Ulitz (* 11. April 1888 in Breslau; † 12. Januar 1971 in Tettnang) war ein deutscher Lehrer und Schriftsteller.

## Leben
Der Sohn eines Beamten der preußischen Staatseisenbahn wuchs zusammen mit seinen Brüdern Otto und Georg in Kattowitz auf. Er schrieb neben seiner beruflichen Tätigkeit als Studienrat in Breslau (1913–1933) einige historische Romane sowie Novellen und Gedichte.
Nach seinem Romandebüt mit Ararat (1920) galt er als großes erzählerisches Talent, und einige zählten ihn aufgrund seiner Formensprache zu den Spät-Expressionisten. Ende der Zwanzigerjahre standen seine Novellen in Anthologien auf einer Stufe mit Alfred Döblin, Hermann Hesse, Heinrich Mann, Robert Musil, Jakob Wassermann, Franz Werfel und Stefan Zweig.
Außerdem verfasste er gemeinsam mit Luis Trenker das Drehbuch zu dessen Film Der verlorene Sohn (Kinostart 6. September 1934; Regie: Luis Trenker; Darsteller: Luis Trenker, Bertl Schultes, Eduard Köck, Maria Andergast, Marian Marsh).
Da er sich nach eigenen Kriegserlebnissen im Ersten Weltkrieg in seinen Romanen gegen den Krieg aussprach, wurden seine Werke Ararat, in dem er sich recht frei an den biblischen Motiven der Sintflut bediente, Worbs und Testament vom Nazi-Regime schon 1933 auf die Liste der zu verbrennenden Bücher gesetzt. Andererseits wurden nationalistische, von ihm nach dem Ersten Weltkrieg verfasste „Blut-und-Boden“-Erzählungen im Zweiten Weltkrieg von offiziellen Stellen den deutschen Soldaten zu Propaganda- und Kriegsertüchtigungszwecken ins Feld geschickt. Erst nach 1939 veröffentlichte er zwei Romane, Der wunderbare Sommer und Der große Janja, und eine Erzählung, Die Reise nach Kunzendorf, bei denen man von deutlicheren Zugeständnissen gegenüber dem Nationalsozialismus sprechen konnte, wobei er auch eine „Vermeidungstrategie“ mittels historischer Stoffe nutzte. Andererseits wurde Die Reise nach Kunzendorf noch 1944 in der Soldatenbücherei des Oberkommandos zur Wehrmacht herausgegeben.
Im Februar 1945 erfolgte die Flucht der Familie Ulitz aus Breslau nach Tettnang, in die Heimat der Mutter von Arnold Ulitz. Die Aussage Ulitz’, er sei in der Zeit des Nationalsozialismus „schwere Jahre lang nicht mehr tragbar gewesen“, muss im Nachhinein daher als der Versuch der „Weißwaschung“ angesehen werden. Nach dem Krieg war gewissermaßen seine literarische Produktivität auf das Maß eines im Kulturbetrieb der Heimatvertriebenen verhafteten schlesischen Heimatdichters reduziert, obwohl er bis 1938 in seiner literarisch qualitativ erfolgreichsten Phase eine kritische Position mit der Erfahrung der „Unbehaustheit“ in Verbindung mit der Utopie einer friedlichen Menschheitsidylle bezogen hatte. Außerhalb dieses Kulturkreises wurde er kaum rezipiert. August Scholtis fand 1952 in einem Brief an Karl Schodrok deutliche Worte zu Ulitz’ Verhalten: „Es ist für Ulitz ja bekannt, daß er einen völligen Bankrott seiner literarischen Position erlitten hat. Er hat sich in das Schlesiertum geflüchtet, ein Ausweg, der keine Entschuldigung ist“. Scholtis selbst verarbeitete seinen eigenen Opportunismus hingegen auch literarisch offen, während Ulitz sich entweder der ungefährlichen Parabel wie z. B. bei der Erzählung Das Teufelsrad bediente oder vertriebenen Schlesiern selbstkritische Worte über ihre eigene Rolle im Dritten Reich mit offensichtlicher Intention in den Mund legte.
In Tettnang beteiligte sich Ulitz aktiv am Kulturbetrieb der Vertriebenen, war Mitbegründer des Wangener Kreises und Mitglied der Künstlergilde Esslingen.

## Ehrungen
1953 sprach man ihm den Silingring zu. Im Jahr 1962 wurde ihm gemeinsam mit Weihbischof Joseph Ferche, dem Kirchenhistoriker Joachim Konrad und dem Schriftsteller Friedrich Bischoff das Schlesierschild verliehen, die höchste Auszeichnung der Landsmannschaft Schlesien, das 1961 erstmals vergeben worden war. 1963 erhielt er den Schlesischen Literaturpreis, 1967 den Andreas-Gryphius-Preis. In Tettnang wurde der Arnold-Ulitz-Weg nach ihm benannt.

## Werke (Auswahl)
- Die vergessene Wohnung. Novellen, Langen, München ca. 1915 (Langens Kriegsbücher; 8).
- Die Narrenkarosse. Novellen, Langen, München 1916.
- Der Arme und das Abenteuer. Gedichte. Langen, München 1919.
- Ararat. Roman, Langen, München 1920.
- Die Bärin. Roman. Albert Langen, München 1922.
- Das Testament. Roman. Langen, München 1924.
- Der Bastard. Ullstein, Berlin 1927.
- Worbs. Roman. Propyläen, Berlin 1930.
- Eroberer. Roman. Keil, Berlin 1934.
- Der Gaukler von London. Roman. Korn, Breslau 1938.
- Die Braut des Berühmten. Roman. Propyläen, Berlin 1942.
- Rübezahl sucht Menschen. Ein Märchen. Verlag der Freien Demokratischen Partei, Mimberg bei Nürnberg 1948.
- Bittersüße Bagatellen. Steiner, Schloss Laupheim 1948.
- Das Teufelsrad: Erzählungen. Steiner, Laupheim 1949.
- Novellen. Ausgewählt von Angelika Spindler, mit einem Vorwort von Egbert-Hans Müller. Hrsg.: Stadt Tettnang, Bergstadtverlag Korn, Würzburg 1988.